# Авса
Авса (словен. Avsa, итал. Aùssa) је насељено место у општини Кобарид, Горишка регија, Словенија.

## Историја
До територијалне реорганизације у Словенији била је у саставу старе општине Толмин.

## Становништво
У попису становништва из 2011. године, Авса је имала 36 становника.
| Број становника према пописима | Број становника према пописима | Број становника према пописима |
| ------------------------------ | ------------------------------ | ------------------------------ |
| 1991                           | 2002                           | 2011                           |
| 85                             | 37                             | 36                             |

Напомена: Године 1997. смањен за део насеља који је проглашен за ново самостално насеље Перати.